# قرآن‌قال (شهرستان قره‌سو)
قرآن‌قال (به لاتین: Kurankol) یک منطقهٔ مسکونی در قرقیزستان است که در شهرستان قره‌سو (قرقیزستان) واقع شده‌است. قرآن‌قال ۲۳۷ نفر جمعیت دارد.